# Dryopteris shiroumensis
Dryopteris shiroumensis là một loài dương xỉ trong họ Dryopteridaceae. Loài này được Kurata & Nakam. mô tả khoa học đầu tiên năm 1960.
Danh pháp khoa học của loài này chưa được làm sáng tỏ. 